# Мочульски, Леонард
Леонард Мочульски (рум. Leonard Mociulschi, пол. Leonard Moczulski; 25 марта 1889, село Симиница, жудец Сучава, королевство Румыния — 15 апреля 1979, Бухарест, Социалистическая республика Румыния) — румынский генерал польского происхождения, участник Второй Балканской, Первой и Второй мировой войны.

## Биография
Леонард Мочульски начал свою военную карьеру в 1910 году, поступив в школу офицеров пехоты, закончил её в 1912 году в звании младшего лейтенанта.

### Первая мировая война
Участвовал во Второй Балканской войне (1913). В начале Первой мировой войны он был командиром 10-й роты 29-го пехотного полка Dorohoi. Отличился в сражениях при Ойтузе и Совеже, был награждён королём Фердинандом I и генералом Анри Бертло, начальником французской военной миссии в Румынии.
После войны получил звание майора. Высоко оценивался командованием горнострелкового полка «Принц Кароль I», которое охарактеризовало Леонарда Мочульски в 1922 году как «ценного офицера, уверенного в себе, наделенного выдающимися качествами». В 1932 году он был назначен командующим горнострелковым батальоном, дислоцировавшимся в городе Сигету-Мармацией, получил звание подполковника. 1 апреля 1937 года был произведён в полковники.

### Вторая мировая война

#### На стороне стран оси
В 1940 году Леонард Мочульски был назначен заместителем командира 1-й горнострелковой смешанной бригады. Участвовал во вторжении в Советский Союз.
Он был награждён 17 октября 1941 года орденом Михая Храброго III класса:
«За решимость и энергию, с которой войска бригады вели бои при пересечение границы в окрестностях района Синдеи, за завоевание района города Сторожинец и особенно за штурм укреплений на Днестре, 17 и 18 июля, где под сильным огнем противника из казематов он подал личный пример в атаке бригады».
В 1940 году Бессарабия и Буковина в ходе скоротечной операции были заняты Красной армией и присоединены к СССР, поэтому вторжение в СССР в 1941 году подавалось в Румынии как «освобождение». Однако с продвижением на восток и ростом потерь поддержка населения и боевой дух войск стали падать.
Леонард Мочульски принимал участие в штурме Крыма в октябре-ноябре 1941 года, его соединение находилось в оперативном подчинении 11-я немецкой армии под командованием с Эриха фон Манштейна. Его прямым командиром был генерал Петре Думитреску. Он был назначен заместителем командира 4-й горнострелковой дивизии генерала Георге Манолиу.
С января 1942 года он повышен в звании до бригадного генерала, получил командование 3-й горнострелковой дивизией и был награждён орденом «Михая Храброго» II класса. За свои заслуги Мочульски был награждён 5 наградами немецкой армии. Финский орден Креста Свободы 1-го класса 10 марта 1943 года генерал Мочульский получил лично из рук маршала Карла Манергейма.
С октября 1942 года по август 1943 года 3-я горнострелковая дивизия сражалась на Таманском полуострове и на западе Кавказа.
В 1943 году дивизия находилась на территории Крыма, подчиняясь 17-й немецкой армии. Она осуществляла противодесантную оборону Южного берега Крыма и широко привлекалась к операциям против крымских партизан. После прорыва обороны Крыма в апреле 1944 дивизия морем была эвакуирована из Севастополя, большая часть её войск попала в советский плен.

#### На стороне антигитлеровской коалиции
После переворота в Румынии в 1944 году принял сторону короля Михая I и после переходе страны в антигитлеровскую коалицию в кампании против Германии он был назначен командующим группой Кричури, участвующей в освобождении западной Трансильвании. После освобождения Трансильвании были сражения в горах Бюкк в Венгрии и Словакии, в Татрах. Он был награждён орденом «Михая Храброго» III класса с мечами. Конец войны застал генерала Мочульски в должности командира горнострелкового корпуса в звании дивизионного генерала.

### Преследования после войны
Генерал Мочульски был арестован по обвинениям в военных преступлениях, как и его сослуживцы по горнострелковому корпусу генералы Петре Думитреску и Ион Думитраке. Из-за отсутствия доказательств Народный суд освободил Леонарда Мочульски от наказаний за действия, предусмотренные статьёй 2 пункта D закона № 312/1945. В 1947 году его перевели в резерв.
12 августа 1948 года он был обвинён как «реакционный и враждебный элемент», снова арестован и без суда и следствия «за поведение, противоречащее демократическому режиму» отправлен на принудительные работы на канале Дунай-Черное море и в трудовую колонию в городе Онешти. Выпущен на основании решения Бухарестского трибунала №. 2496/01.10.1955 из тюрьмы особого режима в Жилаве. Принудительное место жительства для него было установлено в городе Блаж. В августе 1960 года он переехал в деревню Пуркэрень Брашовского уезда, а в декабре 1964 года в Брашов.

### Реабилитация
После официального визита в Румынию генерала Шарля де Голля, президента Франции, Леонард Мочульски как румынский генерал, награжденный французским «Croix de Guerre» (Военный крестом), был реабилитирован, получив право снова носить военную форму. Удостоен нескольких наград (медаль «25 лет освобождения Отечества», орден «Военная добродетель» I степени и других). Постановлением Государственного Совета Румынской Народной Республики № 500/1964 был награждён орденом «23 августа» III степени:
«За особые заслуги в деле строительства социализма, по случаю двадцатой годовщины освобождения родины».
Он умер 15 апреля 1979 года в возрасте 90 лет и был кремирован в соответствии с завещанием. Его прах был рассеян солдатами 21 горнострелкового батальона над Карпатами. В 2007 году 21 горнострелковый батальон румынской армии получил почетное имя «Генерал Леонард Мочульски». Сегодня в Румынии есть несколько улиц его имени.

## Награды
Награды Королевства Румыния и Социалистической республики Румыния:
- Орден «Звезды Румынии» в звании офицера ордена (HD № 3323, 6 августа 1919)[13].
- Военный орден Михая Храброго III класса (17 октября 1941 года)[6].
- Орден Михая Храброго II класса — (DR 382/19.02.1944, бригадный генерал, командир 3-й горнострелковой дивизии)
- Орден Михая Храброго III класса с мечами — (DR 805/23.03.1945 (дивизионный генерал, командир 3-й горнострелковой дивизии)
- Орден «23 августа» III класс (1964 год)[10].

Награды Германии:
- Рыцарский крест Железного креста — 18 декабря 1943 года.
- Железный крест I класса — 1942 год.
- Железный крест II класса — 1941 год.

Награды Финляндии:
- Орден Креста Свободы, 1-й класс, (10 марта 1943 года)[9].

Награды Франции:
- Военный крест (Приказ № 834 от 13 ноября 1918 года)[9].

## Мемуары
- Штурм горных стрелков (Военное издательство, Бухарест, 1967)

## Память
- В городе Сигету-Мармацией, где Леонард Мочульски служил в гарнизоне в 1932—1940 годах, установлена его статуя, его имя носит улица[14][15].
- В год вступления Румынии в Европейский Союз 21 батальон горных стрелков, дислоцированный в Предяле, получил почетное имя «Генерал Леонард Мочюльски». Церемония прошла в присутствии короля Михая I, бывшего главы государства, который в своё время трижды награждал генерала Мочульски высшим военным орденом Румынии Михая Храброго в звании Рыцаря[16].